# Nemanický potok
Nemanický potok (německy Böhmische Schwarzach) je řeka, pramenící v Českém lese nad osadou Závist poblíž obce Rybník. Pramen lze najít v lese u křižovatky, kde stávaly samoty Liščí domky. Dnes toto místo označuje poblíž postavený turistický rozcestník. Pramen Nemanického potoka se nachází 400 metrů jihovýchodně od pramene Radbuzy.
Mezi oběma řekami probíhá evropské rozvodí, protože voda z Nemanického potoka teče do Náby, Dunaje a Černého moře, kdežto z Radbuzy do Berounky, Vltavy, Labe a do Severního moře. Přímo v Závisti stojí chalupa číslo popisné 17, z jejíž severní střechy teče voda do Severního a z jižní střechy do Černého moře.

## Využití řeky
Na Nemanickém potoce pracovalo okolo roku 1850 třicet mlýnů, pil a hamrů. Dodnes po mnohých z nich zbyly jezy. V okolí pracovalo mnoho skláren.
Přibližně v polovině toku je postavena přehrada Eixendorfer See pro rekreační a vodohospodářské účely.
Vodáci splouvají řeku z Neunburgu za dva dny a ze Schwarzachu za jeden den až k ústí do Náby ve Schwarzenfeldu. Podél celého toku vede cyklostezka vybudovaná na tělese zrušené železnice.

## Vesnice a města podél řeky
- Závist
- Nemanice
- Waldmünchen
- Schönthal
- Rötz
- Neunburg vorm Wald
- Schwarzhofen
- Schwarzach bei Nabburg
- Pretzabuck
- Schwarzenfeld